# Antiochus IX Cyzicenus
Antiochus IX Cyzicenus (Oudgrieks: Αντίοχος Κυζικηνός / Antíochos Kyzikēnós, zo genoemd omdat hij zijn jeugd doorbracht in Cyzicus; Philopator ("vaderlievende"; Φιλοπάτωρ / Philopátōr) genoemd op zijn Attische munten) was de zoon van Antiochus VII en Cleopatra Thea en dus een halfbroer van Antiochus VIII Grypus tegen wie hij in opstand zou komen.

## Huwelijk
Hij werd in zijn jeugd door zijn moeder voor zijn studie naar Cyzicus gestuurd. In 114 v.Chr. zou hij daar huwen met Cleopatra IV. Zij was net door haar moeder Cleopatra III gedwongen te scheiden van haar broer Ptolemaeus IX Soter II (Lathyrus). Als huwelijksgeschenk bracht zij het overgelopen leger van Antiochus VIII Grypus met zich mee. Zo ontvouwde zich een dynastieke strijd om de macht in Syrië, waar ook Ptolemeïsch Egypte en het Hasmonese Rijk bij betrokken waren. Cleopatra III in Egypte steunde Grypus en het joodse koninkrijk. Haar zoon Lathyrus steunde juist zijn zuster en haar nieuwe echtgenoot Cyzicenus.

## Dynastieke strijd
Met het leger dat Cleopatra IV hem bracht kon Antiochus Cyzicenus Syrië binnenvallen en een oorlog tegen zijn halfbroer beginnen. Aldus wist Antiochus Cyzicenus de troon van Syrië te verwerven, zij het dat hij na twee jaar (111 v.Chr.) al het merendeel van dit gebied moest terug overlaten aan Antiochus Grypus en slechts Coele-Syrië wist te behouden. Tijdens deze strijd (in 112 v.Chr) werd Cyzicenus' vrouw Cleopatra IV, die reeds het leven had geschonken aan hun zoon Antiochus X Eusebes, omgebracht op bevel van haar zus Cleopatra Tryphaena. En toen Cyzicenus een volgende slag won, bracht hij op zijn beurt Cleopatra Tryphaena om het leven. Volgens Diodorus Siculus zou hij zijn tijd hebben doorgebracht met drinken en andere onkoninklijke zaken, maar dit beeld is duidelijk gebaseerd op dat van Antiochus IV Epiphanes, een andere 'Jodenhater'. Want toen Johannes Hyrkanus - die de gebroeders Antiochus verachtte omwille van hun broedertwist - Samaria aanviel, riepen de Samaritanen Antiochus Cyzicenus te hulp. Hij werd echter verslagen door Aristobulus (de zoon en generaal van Johannes Hyrkanus), maar zou - met de hulp van de verdreven Ptolemaeus Lathyrus die hem ongeveer 6000 man had gestuurd - kort daarop het gebied van Hyrkanus al plunderend binnenvallen, zonder echter te kunnen voorkomen dat Samaria uiteindelijk viel (hij zou zelfs het bevel hebben overgelaten aan twee van zijn generaals, waarvan de ene, Callimander, zou sneuvelen en de andere, Epicrates, Scythopolis openlijk zou hebben verraden). Toen Ptolemaïs werd belegerd door Alexander Janneüs, konden noch Antiochus Cyzicenus noch Antiochus Grypus hen te hulp komen, omdat ze met elkaar in oorlog waren. Hij hertrouwde met Cleopatra V Selene.
Toen zijn rivaal Antiochus Grypus in 96 v.Chr. uiteindelijk overleed (mogelijk door toedoen van Heracleon), volgde diens zoon Seleucus VI Epiphanes hem op, die korte tijd later Antiochus Cyzicenus in de strijd wist gevangen te nemen en vervolgens liet executeren. Maar kort daarop nam Cyzicenus' zoon Antiochus X Eusebes - die net als zijn vader de titel van basileus ("koning") opeiste - al wraak en versloeg Seleucus VI Epiphanes in de strijd. Hiermee werd de dynastieke strijd die het Seleucidenrijk steeds verder verzwakte en versnipperde verder voortgezet.

## Antieke bronnen
- Appianus, Syriaca XI 68-69.
- Diodorus Siculus, Bibliotheke Historike XXXIV/V 34.
- Flavius Josephus, Antiquitates Iudaicae XIII 270-282, 325, 366-369.
- Iustinus, Epitome XXXIX 2-3.
- Porphyrus in Eusebius, Chronicorum I (ed. Schoene) 257-260.

## Moderne literatuur
- O. Hoover, "Revised Chronology for the Late Seleucids at Antioch (121/0-64 BC)" in: Historia 65/3 (2007) 280-301